# Indult (Kirchenrecht)
Unter einem Indult (der oder das Indult sind im Deutschen gleichermaßen gebräuchlich) versteht das Kirchenrecht der römisch-katholischen Kirche einen Gnadenerweis der kirchlichen Autorität. Dieser kann den materiell-rechtlichen Gehalt einer Dispens (Befreiung von einer allgemein gültigen Vorschrift des kanonischen Rechts in Einzelfällen) oder eines Privilegs (persönliches Sonderrecht für Einzelne) besitzen. Einen vom Apostolischen Stuhl gewährten Gnadenerweis bezeichnet man auch als päpstlichen Indult.
Der Indult gehört zu den kirchlichen Verwaltungsakten für Einzelfälle. Ein Indult ist per definitionem  ein den Empfänger begünstigender Rechtsakt; per se beschwerende kirchliche Einzelverfügungen werden daher nicht qua Indult, sondern durch Verwaltungsbefehl (Präzept) oder Dekret erlassen. Allerdings können Indulte durchaus mit Auflagen oder Bedingungen verbunden sein. Anders als auf die Erteilung einer Lizenz (Erlaubnis, Genehmigung) besteht auf die Gewährung eines Indults grundsätzlich kein Rechtsanspruch.
Ein Indult wird in der Regel durch Reskript (auf Antrag) gewährt, päpstliche Indulte in manchen Fällen auch durch ein Motu proprio (Gnadenbescheid ohne Antrag). Die diesbezüglichen Vorschriften finden sich im aktuell geltenden Gesetzbuch der lateinischen Kirche, dem 1983 promulgierten Codex Iuris Canonici (CIC), in den Canones 59–75. Der Gnadenerweis ist demnach in der Regel in Form einer so genannten Petition (Ansuchen, Bittgesuch) vom Betroffenen oder einem Dritten beim zuständigen kirchlichen Ordinarius (Papst, Bischof bzw. höherer Oberer) zu beantragen. Bestandskraft erlangt er in aller Regel erst im Zeitpunkt des Vollzuges (das heißt i. d. R. mit der beweiskräftig protokollierten Annahme des Reskripts ohne Widerspruch durch den Begünstigten).
Indulte können sich auf die unterschiedlichsten innerkirchlichen Gegenstände und Materien beziehen. Beispielsweise kann der Heilige Stuhl dem Mitglied einer Ordensgemeinschaft durch Gewährung eines Austrittsindults die Befreiung von den mit den Ordensgelübden aufgenommenen Pflichten gewähren (rechtsmateriell eine Dispens). Beispiel für einen päpstlichen Gnadenerweis im Sinne eines Privilegs ist etwa ein Indult vom 7. Juli 1920, mit dem die Domherren der Kathedrale von Sitten das besondere Recht erhielten, ein vergoldetes Brustkreuz an einem violetten Band zu tragen.
Auch besondere ortskirchliche Gegebenheiten oder besondere Bedürfnisse bestimmter Gruppierungen innerhalb der Kirche können Gründe für die Kirche sein, Gnadenerweise zu gewähren. So ermächtigte beispielsweise Papst Johannes Paul II. im Jahr 1984 die Diözesanbischöfe per Indult, einzelnen Priestern die Feier von Heiligen Messen in der vorkonziliaren Form des Römischen Ritus zu erlauben (sogenannte Indultmessen).